# Asota inversa
Asota inversa är en fjärilsart som beskrevs av Rothschild 1897. Asota inversa ingår i släktet Asota och familjen nattflyn. Inga underarter finns listade i Catalogue of Life.